# Albert Kalthoff
Albert Kalthoff, född den 5 mars 1850, död den 11 maj 1906, var en tysk protestantisk präst och skriftställare.
Kalthoff, som var pastor vid S:t Martini i Bremen, drev tesen att kristendomen uppstod genom ett slags självantändning, då de sociala rörelserna i romarväldets lägre samhällslager kom i beröring med de judiska Messiasförväntningarna. 
Då denna konstruktion har svårt att överensstämma med de historiska urkunderna, tillgriper Kalthoff den utvägen att förklara det motspänstiga materialet sakna historisk trovärdighet: Jesus av Nasaret har aldrig existerat; den Jesusbild, som möter i evangelierna, är i själva verket, menar Kalthoff, blott och bart en historia om Kristusbildens uppkomst.